# Isla Pirallahi

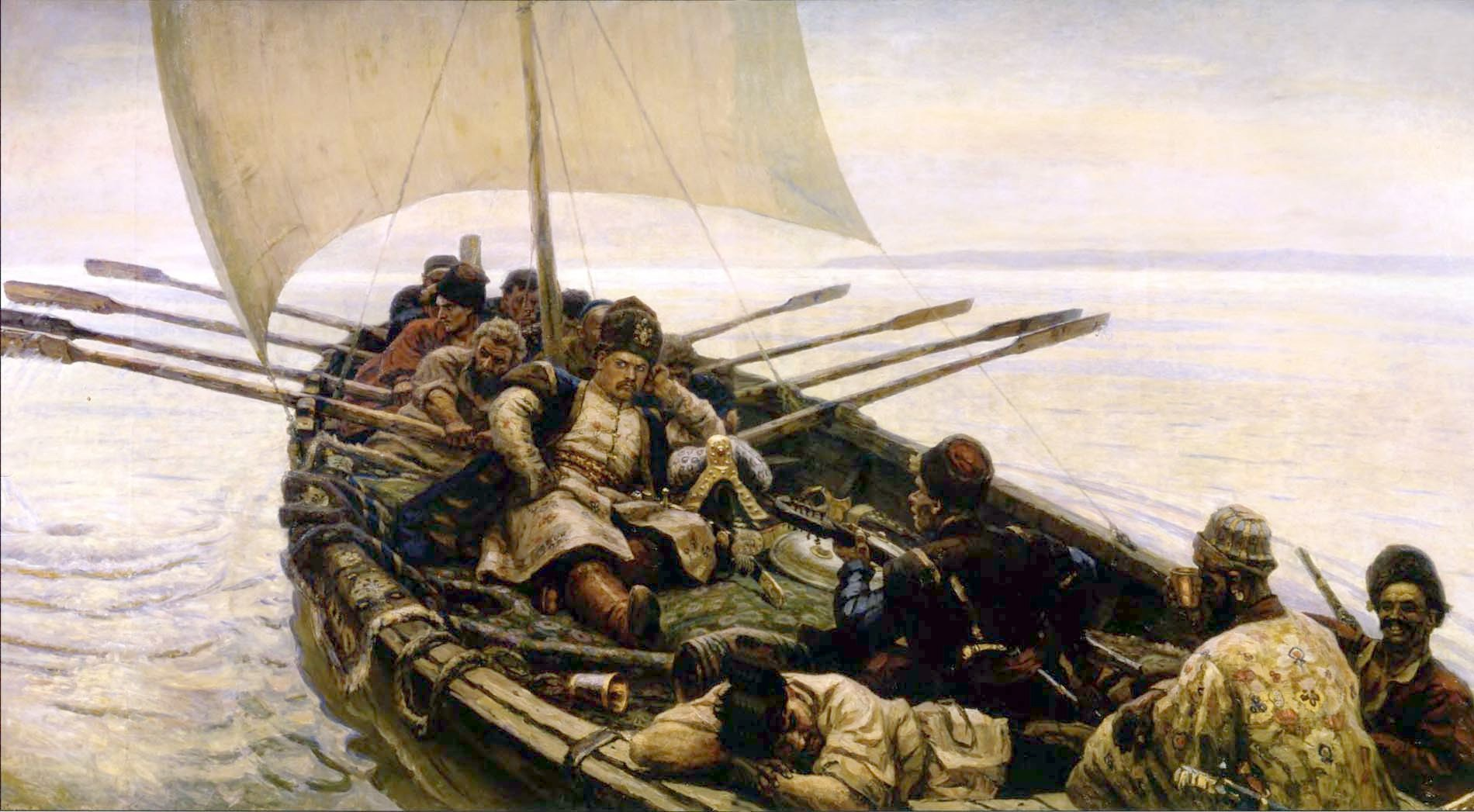
Stenka Razin en el mar Caspio (Vasili Súrikov).

La isla Pirallahi o isla Pirallakhi (en azerí: Pirallahı Adasi) es una isla en el mar Caspio. La isla forma parte de Azerbaiyán, y se encuentra justo frente a la costa noreste de la península Apsheron, 43 km al este de Bakú, la capital del país.
Esta isla es de 11 km de largo y tiene una anchura máxima de 4 km. Se encuentra en las coordenadas indicadas en la parte superior, administrativamente, pertenece al distrito de Khazar en Bakú.
Los depósitos de petróleo en la parte norte de Pirallahi se estiman en 1,2 millones de toneladas. Los vuelos a otras islas raramente visitadas del mar Caspio están disponibles desde un helipuerto en el extremo sur de la isla.

## Historia
Durante la época de la ocupación rusa de Azerbaiyán, la isla se llamaba Svyatoy (del ruso: Святой - "El santo"). Se dice que el botín submarino de una batalla en 1660 entre los persas y el revolucionario cosaco Stenka Razin se encuentra en el extremo norte de la isla.
Se cree que la isla Pirallahi está entre los primeros lugares en el cual el petróleo fue extraído en Azerbaiyán, ya en la década de 1820 se dividió en dos zonas diferenciadas, una residencial y otra donde el petróleo se refinaba.
Durante la era soviética, cuando Azerbaiyán fue parte de la URSS, la isla pasó a llamarse Artëm o la isla de Artyom en honor del revolucionario ruso-ucraniano Fyodor Sergeyev "Artyom". La isla Pirallahi tiene un asentamiento llamado Artyom, el antiguo pueblo se abandonó debido a la subida de las aguas en el mar Caspio y los residentes fueron trasladados a una serie de torres de apartamentos construidos por prisioneros alemanes en 1948.